# Arthur Masuaku
Arthur Masuaku (Lilla, 7 novembre 1993) è un calciatore francese naturalizzato congolese (Repubblica Democratica del Congo), difensore del Sunderland e della nazionale congolese.

## Carriera

### Club

#### Gli esordi al Valenciennes e l'Olympiakos
Ha giocato la sua prima stagione da professionista in Ligue 1 con il Valenciennes nella stagione 2013-2014, dopo l'esordio nella precedente in coppa di Francia, ottenendo in totale 29 presenze e 1 gol.
Nell'estate 2014 si trasferisce all'Olympiakos in Grecia per 300.000 euro firmando un contratto fino al 2018. In due anni nel Pireo ottiene ben 73 presenze condite da 2 gol.
Ottenne notorietá a seguito di uno spettacolare gol durante la partita Atletico Madrid-Olympiakos nel 2014

#### Il West Ham
L'8 agosto 2016 passa ufficialmente al West Ham.

### Nazionale
Ha giocato nella nazionale francese Under-18 (3 presenze) ed in quella Under-19 (2 presenze) nel 2011.
Successivamente ha scelto di rappresentare la Repubblica Democratica del Congo, nella cui nazionale maggiore ha esordito nel 2018. Nel 2019 e nel 2023 ha inoltre partecipato alla Coppa d'Africa.

## Statistiche

### Presenze e reti nei club
Statistiche aggiornate al 10 agosto 2025.
| Stagione            | Squadra             | Campionato          | Campionato | Campionato | Coppe nazionali | Coppe nazionali | Coppe nazionali | Coppe continentali | Coppe continentali | Coppe continentali | Altre coppe | Altre coppe | Altre coppe | Totale | Totale |
| Stagione            | Squadra             | Comp                | Pres       | Reti       | Comp            | Pres            | Reti            | Comp               | Pres               | Reti               | Comp        | Pres        | Reti        | Pres   | Reti   |
| ------------------- | ------------------- | ------------------- | ---------- | ---------- | --------------- | --------------- | --------------- | ------------------ | ------------------ | ------------------ | ----------- | ----------- | ----------- | ------ | ------ |
| 2012-2013           | Valenciennes        | L1                  | 0          | 0          | CdF+CdL         | 1+0             | 0+0             | -                  | -                  | -                  | -           | -           | -           | 1      | 0      |
| 2013-2014           | Valenciennes        | L1                  | 27         | 1          | CdF+CdL         | 0+1             | 0+0             | -                  | -                  | -                  | -           | -           | -           | 28     | 1      |
| Totale Valenciennes | Totale Valenciennes | Totale Valenciennes | 27         | 1          |                 | 2               | 0               |                    |                    |                    |             |             |             | 29     | 1      |
| 2014-2015           | Olympiacos          | SL                  | 27         | 0          | CG              | 6               | 0               | UCL+UEL            | 6+2                | 1+0                | -           | -           | -           | 41     | 1      |
| 2015-2016           | Olympiacos          | SL                  | 24         | 1          | CG              | 2               | 0               | UCL + UEL          | 5+2                | 0+0                | -           | -           | -           | 33     | 1      |
| ago. 2016           | Olympiacos          | SL                  | -          | -          | CG              | -               | -               | UCL                | 1                  | 0                  | -           | -           | -           | 1      | 0      |
| Totale Olympiakos   | Totale Olympiakos   | Totale Olympiakos   | 51         | 1          |                 | 8               | 0               |                    | 16                 | 1                  |             | -           | -           | 75     | 2      |
| 2016-2017           | West Ham Utd        | PL                  | 13         | 0          | FACup+CdL       | 0+2             | 0+0             | -                  | -                  | -                  | -           | -           | -           | 15     | 0      |
| 2017-2018           | West Ham Utd        | PL                  | 27         | 0          | FACup+CdL       | 3+3             | 0+1             | -                  | -                  | -                  | -           | -           | -           | 33     | 1      |
| 2018-2019           | West Ham Utd        | PL                  | 23         | 0          | FACup+CdL       | 2+2             | 0+0             | -                  | -                  | -                  | -           | -           | -           | 27     | 0      |
| 2019-2020           | West Ham Utd        | PL                  | 17         | 0          | FACup+CdL       | 1+1             | 0+0             | -                  | -                  | -                  | -           | -           | -           | 19     | 0      |
| 2020-2021           | West Ham Utd        | PL                  | 12         | 0          | FACup+CdL       | 0+1             | 0+0             | -                  | -                  | -                  | -           | -           | -           | 13     | 0      |
| 2021-2022           | West Ham Utd        | PL                  | 13         | 1          | FACup+CdL       | 1+3             | 0+0             | UEL                | 4                  | 0                  | -           | -           | -           | 21     | 1      |
| Totale West Ham     | Totale West Ham     | Totale West Ham     | 105        | 1          |                 | 19              | 1               |                    | 4                  | 0                  |             | -           | -           | 113    | 2      |
| 2022-2023           | Beşiktaş            | SL                  | 31         | 2          | TK              | 1               | 0               | -                  | -                  | -                  | -           | -           | -           | 32     | 2      |
| 2023-2024           | Beşiktaş            | SL                  | 18         | 0          | TK              | 4               | 0               | UECL               | 7                  | 0                  | -           | -           | -           | 29     | 0      |
| 2024-2025           | Beşiktaş            | SL                  | 33         | 0          | TK              | 4               | 0               | UEL                | 9                  | 1                  | ST          | 1           | 0           | 47     | 1      |
| Totale Besiktas     | Totale Besiktas     | Totale Besiktas     | 82         | 2          |                 | 9               | 0               |                    | 16                 | 1                  |             | 1           | 0           | 108    | 3      |
| 2025-2026           | Sunderland          | PL                  | -          | -          | FACup+CdL       | -               | -               | -                  | -                  | -                  | -           | -           | -           | -      | -      |
| Totale carriera     | Totale carriera     | Totale carriera     | 265        | 5          |                 | 38              | 1               |                    | 36                 | 2                  |             | 1           | 0           | 340    | 8      |

### Cronologia presenze e reti in nazionale
| Cronologia completa delle presenze e delle reti in nazionale ― RD del Congo | Cronologia completa delle presenze e delle reti in nazionale ― RD del Congo | Cronologia completa delle presenze e delle reti in nazionale ― RD del Congo | Cronologia completa delle presenze e delle reti in nazionale ― RD del Congo | Cronologia completa delle presenze e delle reti in nazionale ― RD del Congo | Cronologia completa delle presenze e delle reti in nazionale ― RD del Congo | Cronologia completa delle presenze e delle reti in nazionale ― RD del Congo | Cronologia completa delle presenze e delle reti in nazionale ― RD del Congo |
| Data                                                                        | Città                                                                       | In casa                                                                     | Risultato                                                                   | Ospiti                                                                      | Competizione                                                                | Reti                                                                        | Note                                                                        |
| --------------------------------------------------------------------------- | --------------------------------------------------------------------------- | --------------------------------------------------------------------------- | --------------------------------------------------------------------------- | --------------------------------------------------------------------------- | --------------------------------------------------------------------------- | --------------------------------------------------------------------------- | --------------------------------------------------------------------------- |
| 13-10-2018                                                                  | Kinshasa                                                                    | RD del Congo                                                                | 1 – 2                                                                       | Zimbabwe                                                                    | Qual. Coppa d'Africa 2019                                                   | -                                                                           | 82’                                                                         |
| 9-6-2019                                                                    | Marbella                                                                    | RD del Congo                                                                | 0 – 0                                                                       | Burkina Faso                                                                | Amichevole                                                                  | -                                                                           | 90’                                                                         |
| 12-6-2019                                                                   | Kinshasa                                                                    | RD del Congo                                                                | 0 – 0                                                                       | Burkina Faso                                                                | Amichevole                                                                  | -                                                                           |                                                                             |
| 15-6-2019                                                                   | Kinshasa                                                                    | RD del Congo                                                                | 1 – 1                                                                       | Kenya                                                                       | Amichevole                                                                  | 1                                                                           |                                                                             |
| 22-6-2019                                                                   | Il Cairo                                                                    | RD del Congo                                                                | 0 – 2                                                                       | Uganda                                                                      | Coppa d'Africa 2019 - Fase a gironi                                         | -                                                                           |                                                                             |
| 10-10-2019                                                                  | Blida                                                                       | Algeria                                                                     | 1 – 1                                                                       | RD del Congo                                                                | Amichevole                                                                  | -                                                                           |                                                                             |
| 13-10-2019                                                                  | Amiens                                                                      | Costa d'Avorio                                                              | 3 – 1                                                                       | RD del Congo                                                                | Amichevole                                                                  | -                                                                           |                                                                             |
| 14-11-2019                                                                  | Kinshasa                                                                    | RD del Congo                                                                | 0 – 0                                                                       | Gabon                                                                       | Qual. Coppa d'Africa 2021                                                   | -                                                                           |                                                                             |
| 18-11-2019                                                                  | Bakau                                                                       | Gambia                                                                      | 2 – 2                                                                       | RD del Congo                                                                | Qual. Coppa d'Africa 2021                                                   | -                                                                           | 31’                                                                         |
| 11-11-2021                                                                  | Dar es Salaam                                                               | Tanzania                                                                    | 0 – 3                                                                       | RD del Congo                                                                | Qual. Mondiali 2022                                                         | -                                                                           | 40’ 45’                                                                     |
| 14-11-2021                                                                  | Kinshasa                                                                    | RD del Congo                                                                | 2 – 0                                                                       | Benin                                                                       | Qual. Mondiali 2022                                                         | -                                                                           |                                                                             |
| 29-3-2022                                                                   | Casablanca                                                                  | Marocco                                                                     | 4 – 1                                                                       | RD del Congo                                                                | Qual. Mondiali 2022                                                         | -                                                                           |                                                                             |
| 23-9-2022                                                                   | Casablanca                                                                  | Burkina Faso                                                                | 1 – 0                                                                       | RD del Congo                                                                | Amichevole                                                                  | -                                                                           |                                                                             |
| 24-3-2023                                                                   | Lubumbashi                                                                  | RD del Congo                                                                | 3 – 1                                                                       | Mauritania                                                                  | Qual. Coppa d'Africa 2023                                                   | 1                                                                           |                                                                             |
| 28-3-2023                                                                   | Nouakchott                                                                  | Mauritania                                                                  | 1 – 1                                                                       | RD del Congo                                                                | Qual. Coppa d'Africa 2023                                                   | -                                                                           |                                                                             |
| 18-6-2023                                                                   | Libreville                                                                  | Gabon                                                                       | 0 – 2                                                                       | RD del Congo                                                                | Qual. Coppa d'Africa 2023                                                   | -                                                                           |                                                                             |
| 9-9-2023                                                                    | Kinshasa                                                                    | RD del Congo                                                                | 2 – 0                                                                       | Sudan                                                                       | Qual. Coppa d'Africa 2023                                                   | -                                                                           |                                                                             |
| 17-10-2023                                                                  | Setúbal                                                                     | Angola                                                                      | 0 – 0                                                                       | RD del Congo                                                                | Amichevole                                                                  | -                                                                           |                                                                             |
| 6-1-2024                                                                    | Dubai                                                                       | RD del Congo                                                                | 0 – 0                                                                       | Angola                                                                      | Amichevole                                                                  | -                                                                           |                                                                             |
| 10-1-2024                                                                   | Abu Dhabi                                                                   | RD del Congo                                                                | 1 – 2                                                                       | Burkina Faso                                                                | Amichevole                                                                  | -                                                                           |                                                                             |
| 17-1-2024                                                                   | San-Pédro                                                                   | RD del Congo                                                                | 1 – 1                                                                       | Zambia                                                                      | Coppa d'Africa 2023 - 1º turno                                              | -                                                                           |                                                                             |
| 21-1-2024                                                                   | San-Pédro                                                                   | Marocco                                                                     | 1 – 1                                                                       | RD del Congo                                                                | Coppa d'Africa 2023 - 1º turno                                              | -                                                                           |                                                                             |
| 24-1-2024                                                                   | Korhogo                                                                     | Tanzania                                                                    | 0 – 0                                                                       | RD del Congo                                                                | Coppa d'Africa 2023 - 1º turno                                              | -                                                                           |                                                                             |
| 28-1-2024                                                                   | San-Pedro                                                                   | Egitto                                                                      | 1 – 1 dts (7 - 8 dtr)                                                       | RD del Congo                                                                | Coppa d'Africa 2023 - Ottavi di finale                                      | -                                                                           |                                                                             |
| 2-2-2024                                                                    | Abidjan                                                                     | RD del Congo                                                                | 3 – 1                                                                       | Guinea                                                                      | Coppa d'Africa 2023 - Quarti di finale                                      | 1                                                                           | 37’                                                                         |
| 7-2-2024                                                                    | Abidjan                                                                     | Costa d'Avorio                                                              | 1 – 0                                                                       | RD del Congo                                                                | Coppa d'Africa 2023 - Semifinale                                            | -                                                                           |                                                                             |
| 6-6-2024                                                                    | Diamniadio                                                                  | Senegal                                                                     | 1 – 1                                                                       | RD del Congo                                                                | Qual. Mondiali 2026                                                         | -                                                                           | 84’                                                                         |
| 6-9-2024                                                                    | Kinshasa                                                                    | RD del Congo                                                                | 1 – 0                                                                       | Guinea                                                                      | Qual. Coppa d'Africa 2025                                                   | -                                                                           | 76’                                                                         |
| 10-10-2024                                                                  | Kinshasa                                                                    | RD del Congo                                                                | 1 – 0                                                                       | Tanzania                                                                    | Qual. Coppa d'Africa 2025                                                   | -                                                                           |                                                                             |
| 15-10-2024                                                                  | Dar es Salaam                                                               | Tanzania                                                                    | 0 – 2                                                                       | RD del Congo                                                                | Qual. Coppa d'Africa 2025                                                   | -                                                                           |                                                                             |
| 16-11-2024                                                                  | Abidjan                                                                     | Guinea                                                                      | 1 – 0                                                                       | RD del Congo                                                                | Qual. Coppa d'Africa 2025                                                   | -                                                                           |                                                                             |
| 21-3-2025                                                                   | Kinshasa                                                                    | RD del Congo                                                                | 1 – 0                                                                       | Sudan del Sud                                                               | Qual. Mondiali 2026                                                         | -                                                                           | 90+5’                                                                       |
| 25-3-2025                                                                   | Nouakchott                                                                  | Mauritania                                                                  | 0 – 2                                                                       | RD del Congo                                                                | Qual. Mondiali 2026                                                         | -                                                                           |                                                                             |
| 5-6-2025                                                                    | Orléans                                                                     | RD del Congo                                                                | 1 – 0                                                                       | Mali                                                                        | Amichevole                                                                  | -                                                                           |                                                                             |
| 8-6-2025                                                                    | Orléans                                                                     | RD del Congo                                                                | 3 – 1                                                                       | Madagascar                                                                  | Amichevole                                                                  | -                                                                           | 21’                                                                         |
| Totale                                                                      |                                                                             | Presenze                                                                    | 35                                                                          |                                                                             | Reti                                                                        | 3                                                                           |                                                                             |

## Palmarès

### Competizioni nazionali
- Campionato greco: 2

Olympiakos: 2014-2015, 2015-2016
- Coppa di Grecia: 1

Olympiakos: 2014-2015
- Coppa di Turchia: 1

Beşiktaş: 2023-2024
- Supercoppa di Turchia: 1

Beşiktaş: 2024